# Wilhelm von Septimanien
Wilhelm von Septimanien (* 29. November 826; † 850) war Graf von Barcelona und Empúries von 848 bis 850. Er besetzte die Grafschaften seines Vaters Bernhard von Septimanien in Septimanien und Gothien als Usurpator von 848 bis zu seinem Tod 850.

## Herkunft und Nachkommen
Wilhelm war der älteste Sohn von Bernhard von Septimanien aus dem Adelsgeschlecht der Wilhelmiden. Seine Mutter war Dhuoda, eine fränkische Adlige. 
Er war Patenkind seines Onkels Theodoricus III., Graf von Autun, der das Kind vor seinem Tode um 827 der Obhut von Kaiser Ludwig dem Frommen anvertraute. Nach der Schlacht von Fontenoy wurde Wilhelm von seinem Vater zum siegreichen Karl dem Kahlen geschickt, um diesem Gefolgschaft zu schwören, falls er Bernhard dessen ehemalige Ländereien in Burgund wiedergäbe. In den folgenden Jahren lebte Wilhelm quasi als Geisel am Hofe Karls, der damit Bernhard zu kontrollieren gedachte. 
Für den schon früh von ihr getrennten Sohn schrieb Dhuoda den liber manualis, ein Handbüchlein, um ihn zu einem christlichen Leben anzuhalten.
Wilhelm hatte einen Bruder, Bernard Plantevelue († 885/886), Graf von Autun, Rodez und Auvergne, sowie eine Schwester namens Regelinda.
Es sind keine Nachkommen von Wilhelm bekannt.

## Leben

### Rebellion gegen Karl den Kahlen
Am 25. Juni 841, dem Tag der Schlacht von Fontenoy beanspruchte Wilhelm im Namen seines Vaters von Karl dem Kahlen seine Einsetzung in die burgundischen Güter seines Paten, und es wurde ihm die Grafschaft Autun zugesagt. Die Zusage wurde nicht eingehalten und die Grafschaft ging an Graf Warin von Burgund Provence, einem Rivalen seines Vaters Bernhard. Der Verlust seiner burgundischen Besitzungen und die Absetzung seines Vaters als Graf von Toulouse im Juli 842 führte zum Bruch mit Karl. Nach der Hinrichtung seines Vaters im Mai 844 wandte er sich dem rebellierenden Pippin II. von Aquitanien zu und gemeinsam brachten sie nur einen Monat später, am 14. Juni 844, Karl dem Kahlen im Angoumois eine schwere Niederlage bei. 
Pippin gewährte Wilhelm die Grafschaft Toulouse, um den Verlust des Vaters auszugleichen, dies machte ihm aber Graf Fredelo streitig. Möglicherweise hat Pippin ihm deswegen 845 die Grafschaft Bordeaux und das Herzogtum Gascogne übertragen.
In diesem Jahr waren die Normannen vor Bordeaux erschienen und hatten den verteidigenden Herzog Séguin getötet. Dessen Platz nahm nun Wilhelm ein. Die Normannen verwüsteten Aquitanien und drangen bis Limoges vor. 847 belagerten sie erneut Bordeaux und es gelang ihnen, die Stadt zu erobern, bevor das Entsatzheer von Karl dem Kahlen sie erreichen konnte. Wilhelm wurde gefangen genommen.
Die Tatenlosigkeit Pippins II. hatte zur Folge, dass sich viele Adlige von ihm abwandten und so wurde Karl der Kahle am 6. Juni 848 in Orléans zum König von Frankreich gekrönt. Möglicherweise gelang Pippin eine Abmachung mit den Normannen, Wilhelm freizulassen, damit dieser sich in Gothien gegen Karl erheben könne.

### Übernahme der Macht in Barcelona und Empúries
848 bemächtigt sich Wilhelm der Grafschaften Barcelona und Empúries, „mehr durch List denn durch Gewalt“, wie die Chroniken vermerken. Dies legt den Gedanken nahe, dass Sunifred I. eines natürlichen Todes gestorben sei und dass er, nachdem Karl der Kahle Aleran zum Grafen von Barcelona, Empúries und Roussillon ernennen wollte, seine eigenen Ansprüche geltend machen konnte.
Aber die zeitliche Übereinstimmung des Verschwindens von Sunyer I. von Empúries und Berà II. von Conflent und Rasès nährt den Verdacht, dass die Machtübernahme auf Verrat Wilhelm wohlgesinnter Adliger beruht, möglicherweise ein simultaner Staatsstreich in Barcelona und Empúries. Schließlich erfolgte die Nominierung von Alaran durch Karl entgegen der Gewohnheit, diese Ämter einem Adligen gotischer Herkunft zu übertragen.
849 ernannte Karl der Kahle dann Aleran zum Grafen von Barcelona und Empúries-Rosselló sowie zum Markgrafen von Septimanien. Da dieser auch Wilhelm in Schach halten sollte, stellte er ihm mit Isembart einen Co-Grafen zur Seite, einen Sohn von Wilhelms Widersacher Warin von Burgund. Der spätere Wilfried I. von Girona erhielt von Karl die Grafschaften Girona und Besalú, und Salomon die Grafschaften Cerdanya, Urgell und Conflent.
Während Aleran, Wilfried und Salomon kaum Schwierigkeiten hatten, ihre Positionen in den Grafschaften einzunehmen, rief Wilhelm den Emir von Córdoba, Abd ar-Rahman II. zu Hilfe.
Als Karl durch einen Aufstand unter dem baskischen Grafen Sancho in den westlichen Pyrenäen gebunden wurde, nutzte Wilhelm die Gelegenheit, eroberte Barcelona und Empúries mit Hilfe maurischer Truppen, nahm Aleran und Isembard gefangen und belagerte Girona – allerdings erfolglos. Weite Landstriche wurden verwüstet.
Karl schickte 850 Truppenverstärkungen und so musste sich Wilhelm nach einer verlorenen Schlacht nach Barcelona zurückziehen. Dort wurde er durch königstreue Adlige gefangen genommen und hingerichtet.
| Vorgänger   | Amt                        | Nachfolger          |
| ----------- | -------------------------- | ------------------- |
| Sunifred I. | Graf von Barcelona 848–850 | Alaran mit Isembart |

| Personendaten    | Personendaten                   |
| ---------------- | ------------------------------- |
| NAME             | Wilhelm von Septimanien         |
| KURZBESCHREIBUNG | Graf von Barcelona und Empúries |
| GEBURTSDATUM     | 29. November 826                |
| STERBEDATUM      | 850                             |
| STERBEORT        | Barcelona                       |